# Hovhannes Danielian
Hovhannes Danielian (en armenio: Հովհաննես Դանիելյան; Ereván, URSS, 11 de abril de 1987) es un deportista armenio que compitió en boxeo. Ganó tres medallas en el Campeonato Europeo de Boxeo Aficionado entre los años 2006 y 2010.

## Palmarés internacional
| Campeonato Europeo | Campeonato Europeo      | Campeonato Europeo | Campeonato Europeo |
| Año                | Lugar                   | Medalla            | Categoría          |
| ------------------ | ----------------------- | ------------------ | ------------------ |
| 2006               | Plovdiv (Bulgaria)      | Medalla de bronce  | 48 kg              |
| 2008               | Liverpool (Reino Unido) | Medalla de oro     | 48 kg              |
| 2010               | Moscú (Rusia)           | Medalla de bronce  | 48 kg              |